# جام ملت‌های اروپای زنان ۲۰۱۷
مسابقات فوتبال زنان اروپا ۲۰۱۷ که به طور معمول به آن یوفای زنان یورو ۲۰۱۷ می‌گویند. دوازدهمین دوره از مسابقات فوتبال زنان اروپا است. مسابقات از ۱۲ تیم که در نسخه‌های پیشین این رقابتها قرار داشت به ۱۶ تیم افزایش پیدا کرد. میزبانی این رقابتها توسط کمیتهٔ اجرایی یوفا در تاریخ ۴ دسامبر ۲۰۱۴ به کشور هلند داده شد.

## مرحله مناقصه برای میزبانی
هفت کشور علاقه‌مندی خود را جهت میزبانی این مسابقات به یوفا ابراز کردند.
- اتریش
- فرانسه
- اسرائیل
- هلند
- لهستان
- اسکاتلند
- سوئیس

کشور هلند در تاریخ ۴ دسامبر ۲۰۱۴ برای این مسابقات انتخاب شد. این نخستین باری بود که این تورنومنت در کشور هلند برگزار شد.

## مسابقات انتخابی
مجموع ۴۷ کشور اروپایی به این رقابتها وارد شدند. (شامل آندورا که برای نخستین بار وارد این مسابقات در سطح تیم بزرگسالان شدند) می‌شود و به همراه تیم ملی فوتبال زنان هلند که به دلیل میزبانی به طور خودکار به مسابقات صعود کرده است ۴۶ تیم باقیمانده در چهارچوب انتخابی این مسابقات با یکدیگر رقابت می‌کنند تا ۱۵ تیم صعود کننده مشخص شود. رقابتهای انتخابی از آوریل ۲۰۱۵ تا اکتبر ۲۰۱۶ برگزار می‌شود که شامل سه دور مقدماتی، دور انتخابی و پلی آف خواهد.
- دور مقدماتی:هشت تیم که دارای پایین‌ترین رده هستند به دو گروه چهارتایی تقسیم می‌شوند؛ که هر یک از گروه‌ها به طور یک مسابقه به فرم رقابت‌های دوره‌ای به همراه میزبان از پیش تعیین شده انجام می‌دهند.
- مرحله گروهی انتخابی: چهل تیم (۳۸ تیمی که دارای بالاترین رده هستند و دو تیم انتخاب شده مرحله مقدماتی) به هشت گروه پنج تیمی تقسیم می‌شوند. هر گروه به طور رفت برگشتی و با فرم رقابت‌های دوره‌ای با یکدیگر مسابقه می‌دهند. هشت تیم اول هر گروه و شش تیمی که بهترین نتیجه را در هر تیم گرفته‌اند (که شامل نتیجهٔ آنها مقابل تیم پنجم گروه نمی‌شود) به طور مستقیم به این تورنومنت راه میابند. در حالیکه دو تیم دوم به مرحلهٔ پلی-آف می‌روند.

### تیم‌های انتخاب شده
تیم‌های نام برده واجد شرایط جهت حضور در تورنومنت هستند.
| تیم      | چگونگی کسب جواز حضور                               | تاریخ صعود به رقابتها | تعداد حضور | آخرین حضور            | بهترین نتایج کسب کرده در دوره‌های قبل                     | FIFA ranking at start of event |
| -------- | -------------------------------------------------- | --------------------- | ---------- | --------------------- | -------------------------------------------------------- | ------------------------------ |
| هلند     | میزبانی                                            | ۴ دسامبر ۲۰۱۴         | ۳ بار      | ۲۰۱۳                  | نیمه نهایی (۲۰۰۹)                                        |                                |
| فرانسه   | گروه ۳ تیم اول گروه                                | ۱۱ آوریل ۲۰۱۶         | ۶ بار      | ۲۰۱۳                  | یک چهارم نهایی (۲۰۰۹, ۲۰۱۳)                              |                                |
| آلمان    | گروه ۵ تیم اول گروه                                | ۱۲ آوریل ۲۰۱۶         | ۱۰ بار     | ۲۰۱۳                  | قهرمانی (۱۹۸۹, ۱۹۹۱, ۱۹۹۵, ۱۹۹۷, ۲۰۰۱, ۲۰۰۵, ۲۰۰۹, ۲۰۱۳) |                                |
| سوئیس    | گروه ۶ تیم اول گروه                                | ۴ ژوئن ۲۰۱۶           | ۱ بار      | تا به حال حضور نداشته | اولین حضور                                               |                                |
| انگلستان | گروه ۷ تیم اول گروه یا بهترین تیم دوم تمامی گروه‌ها | ۷ ژوئن ۲۰۱۶           | ۸ بار      | ۲۰۱۳                  | نایب قهرمانی (۱۹۸۴, ۲۰۰۹)                                |                                |
| نروژ     | گروه ۸ تیم اول گروه یا بهترین تیم دوم تمامی گروه‌ها | ۷ ژوئن ۲۰۱۶           | ۱۱ بار     | ۲۰۱۳                  | قهرمانی (۱۹۸۷, ۱۹۹۳)                                     |                                |
| اسپانیا  | گروه ۲ تیم اول گروه یا بهترین تیم دوم تمامی گروه‌ها | ۷ ژوئن ۲۰۱۶           | ۳ بار      | ۲۰۱۳                  | نیمه نهایی (۱۹۹۷)                                        |                                |

## ورزشگاه‌ها و شهرهای میزبان
هفت ورزشگاه در هفت شهر مختلف میزبان این مسابقات خواهند بود.
| بردا                                      | انسخده                                          | اوترخت                                    |
| ----------------------------------------- | ----------------------------------------------- | ----------------------------------------- |
| ورزشگاه رات فرلخ اشتادیون                 | De Grolsch Veste                                | ورزشگاه خوخنوارت                          |
| گنجایش: ۱۹٬۰۰۰                            | گنجایش: ۳۰٬۰۰۰                                  | گنجایش: ۲۳٬۷۵۰                            |
| ۴ بازی مرحلهٔ گروهی، ۱ بازی نیمه نهایی     | ۱ بازی نیمه نهایی، فینال                        | ۴ بازی مرحلهٔ گروهی                        |
|                                           |                                                 |                                           |
| رتردام                                    | بردا دفنتر دوتینخم انسخده رتردام تیلبورخ اوترخت | دفنتر                                     |
| Sparta Stadion Het Kasteel                | بردا دفنتر دوتینخم انسخده رتردام تیلبورخ اوترخت | De Adelaarshorst                          |
| گنجایش: ۱۰٬۶۰۰                            | بردا دفنتر دوتینخم انسخده رتردام تیلبورخ اوترخت | گنجایش: ۱۰٬۵۰۰                            |
| ۴ بازی مرحلهٔ گروهی، ۱ بازی یک چهارم نهایی | بردا دفنتر دوتینخم انسخده رتردام تیلبورخ اوترخت | ۴ بازی مرحلهٔ گروهی، ۱ بازی یک چهارم نهایی |
|                                           | بردا دفنتر دوتینخم انسخده رتردام تیلبورخ اوترخت |                                           |
| تیلبورخ                                   | بردا دفنتر دوتینخم انسخده رتردام تیلبورخ اوترخت | دوتینخم                                   |
| ورزشگاه ویلم دوم                          | بردا دفنتر دوتینخم انسخده رتردام تیلبورخ اوترخت | De Vijverberg                             |
| گنجایش: ۱۴٬۵۰۰                            | بردا دفنتر دوتینخم انسخده رتردام تیلبورخ اوترخت | گنجایش: ۱۲٬۵۰۰                            |
| ۴ بازی مرحلهٔ گروهی، ۱ بازی یک چهارم نهایی | بردا دفنتر دوتینخم انسخده رتردام تیلبورخ اوترخت | ۴ بازی مرحلهٔ گروهی، ۱ بازی یک چهارم نهایی |
|                                           | بردا دفنتر دوتینخم انسخده رتردام تیلبورخ اوترخت |                                           |

## اعضای هر تیم
هر یک از تیم های ملی میتوانند ۲۳ بازیکن را که سه تای آنها بایستی دروازه بان باشند را اعلام کنند.اگر بازیکنی پیش از اولین بازی تیمش در این رقابتها دچار مصدومیت یا بیماری سختی شود که باعث جلوگیری او از حضور در این مسابقات شود؛وی می‌تواند با بازیکن دیگری جایگزین شود.